# HHG
Кинокомпания HHG — российская кинокомпания, занимающаяся производством и прокатом полнометражных, документальных, анимационных и короткометражных фильмов. Зарегистрирована в Санкт-Петербурге в 2007 году на основе неформального творческого сообщества, собравшегося во второй половине 1990-х и в следующем десятилетии объединившего ряд перспективных молодых кинематографистов, в числе которых был не только гендиректор компании Владислав Пастернак, но и режиссеры Святослав Подгаевский, Илья Северов, Леонид Пляскин, Вячеслав Лавров, Андрей Шушков, продюсер и режиссер Михаил Кукушкин, режиссер и оператор Даниил Сальхов и др.

## Малые формы
В 1999–2003 годах группа занималась свободным творчеством и любительским кино, с 2003 — студенческими короткометражными фильмами и музыкальным видео.
Уже к осени 2004 года в багаже студии было более полутора десятков проектов, одним из первых стал трэш «Озеро страха» (2002), который две недели демонстрировался в первом электронном кинотеатре Москвы «Мир искусства». В 2003 году выпущен «Там, где свет» («Лучший студенческий фильм» на фестивале МКФ Expromt 2006 в Харькове), в 2004 — «А я ее все равно люблю», «Террорист №2», «Путешествие», «Джедай», «Иллюзия», «Гость». Суммарные затраты на производство трех фильмов Ильи Северова («Там, где свет», «Гость» и «Неровное дыхание») составили около $6 тыс.. Ранние фильмы HHG демонстрировались на фестивалях, в видеокафе и кинокомплексах.
В 2006 фильм Лины Другалевой «Нинуля» отмечен призом Молодежного жюри на фестивале «Чистые Грёзы — Дебоширфильм». В 2007 году фильм Вячеслава Лаврова «Дзен-Драйв» принял участие в конкурсе «Кинотавр. Короткий метр».
Уже в 2007 году Кинокомпания HHG стала одним из самых «интересных и независимых игроков музыкального бизнеса», так как помимо короткого метра активно развивала направление музыкального видео. Среди заметных работ того времени — клип «Черта» (2005) для группы Tracktor Bowling, а в 2006 и 2009 — клипы «2 войны» и «АнгелОК» для группы Слот. Помимо альтернативной музыки, HHG сотрудничала с андеграундными исполнителями и делала клипы для певца из Самары Федула Жадного. Но наибольшим массовым успехом пользовался клип «Вдох-выдох» («Ода нашей любви») для группы Т9.
В 2008 году на студии снят дипломный фильм Леонида Пляскина «Высокие чувства» по рассказу Аркадия Арканова, «посвященный проблемам неуемной подростковой чувствительности и сексуальности» и получавший призы на фестивалях за режиссуру, сценарий, операторскую и актерские работы. Беседуя в журнале «Собака.ru» с Еленой Яцурой, продюсер фильма Владислав Пастернак предположил, что успех пришел не из-за эпатажного содержания ленты, а потому, что удалось высечь «божью искру».
Всего под руководством продюсера студии Владислава Пастернака было снято более 70 короткометражек. «Мне, как продюсеру, все равно, учился режиссер в киношколе или нет, мне важно лишь то, что он может — а об этом красноречивее всего говорит снятый им короткометражный фильм, предложенный или написанный им сценарий», — говорил позднее основатель кинокомпании в интервью.

## Переход в большое кино и на международную арену
В 2008 году было объявлено о начале работы над проектом Михаила Кукушкина «Молодое зло» с запланированным бюджетом $1,4 млн, который мог стать первым полнометражным фильмом компании. Была снята завязка фильма с целью поиска средств на реализацию картины и запущен сайт, однако в связи с кризисом 2008-2009 года проект попал в число остановленных, но был реализован в 2017 в переработанном виде как российско-испанская копродукция под названием «Горные огни».
Полнометражный сценарий на основе фильма «Высокие чувства» был представлен на питчинге в рамках 62-го Каннского фестиваля.
В 2010 создан мультфильм Андрея Шушкова «Изобретение любви». В 2011 фильм участвовал в V МКФ «Зеркало» и был включен в программу курса «История анимация» чикагского колледжа Коламбия.
В 2012 году студия приняла участие в двух проектах в США.
В 2013 Кинокомпания HHG объявила о начале работы над фильмом «Совершенство Адама» по сценарию Александра Талала («Дневной дозор», «Мы»). Оператором картины согласился стать Хосе-Луис Алькайне — 5-кратный лауреат премии Гойя и обладатель премии «Вулкан» Каннского фестиваля за фильм «Кожа, в которой я живу». В 2014 об участии своей компании в разработке этой картины упоминал и крупнейший российский продюсер Сергей Сельянов. Съемки должны были состояться в 2018 году.
В 2015 году произведенный компанией HHG документальный фильм Даниила Невского о кинооператоре Гуннаре Фишере открыл ретроспективу Ингмара Бергмана в Санкт-Петербурге. В 2019 эта же работа демонстрировалась в Бергман-центре на острове Форё.
Первыми завершенными полнометражными фильмами компании стали в 2017 году «Близкие» Ксении Зуевой и «Цензор» Константина Шелепова, премьеры которых состоялись, соответственно, на двух крупнейших смотрах российского кино — фестивалях «Кинотавр» и «Окно в Европу». Права на показ «Цензора» были проданы на Тайвань, в Японию, Корею и немецкоязычные страны. Дарико Цулая (Кинопоиск) отмечала личный, интимный характер повествования в «Близких»: «Режиссер и автор сценария „Близких“ Ксения Зуева следит за героями пристрастно и с участием, даже загнанную в тупик мать показывая не монстром. В её фильме вообще нет монстров, бездушно ищущих собственное счастье, но есть инфантильные и не умеющие общаться друг с другом люди. Очевидно, что это женский взгляд: отношения матери и дочери, линия Ани показана более выпукло, чем образы отца и сына. Впрочем, и тем уделено достаточно внимания». Антон Долин на своей странице в Facebook характеризовал «Цензор» как «абсолютно контркультурное кино», «пример экстремального авторского эксперимента в коммерческом кибер-панк-антиутопическом жанре» и «мясорубку — в худшем и лучшем смыслах слова».
В конце 2017 года HHG приобрела права на экранизацию повести новгородской писательницы Кристины Гептинг «Плюс жизнь», занявшей 1-е место в номинации «Проза» литературной премии для молодых писателей и поэтов «Лицей».

## «Грани человеческой сексуальности»
С 2018 года Кинокомпания HHG занялась не только продюсированием, но и кинопрокатом, выпустив в кинотеатрах России и СНГ такие фильмы, как «Девочка» режиссера Лукаса Донта (фильм вызвал скандал не только в России, но и на Западе), и «Собаки не носят штанов» с Кристой Косонен в главной роли. Первые прокатные релизы HHG были посвящены «граням человеческой сексуальности»: трансгендерности и БДСМ. «Удивительно, что такое кино вообще выходит в России», — писал кинокритик Егор Беликов. «Девочка» вошла в рекомендательный список претендентов на премию «Золотой орел» в номинации «Лучший зарубежный фильм в российском прокате» за 2019 год.
В 2019 создан сатирический короткометражный фильм «Камбэк» режиссёра Евгения Корчагина, посвященный проблеме каминг-аута. В фильме снялись Денис Пьянов, Ян Цапник, Михаил Шац, Даниил Якушев и др. Фильм, где «оказались высмеяны буквально все стереотипы», победил в конкурсе короткометражных фильмов фестиваля «Будем жить».
В июле 2020 компания объявила о выпуске в прокат картины Ксении Ратушной «Аутло» (рейтинг по IMDb: 3.9), награжденной за лучший фильм, лучшую операторскую работу и лучшую музыку на Международном фестивале кинематографических дебютов «Дух огня» в Ханты-Мансийске. Креативный продюсер фильма Вероника Чибис заявила, что к этому моменту российский фильм получил отказы от 24 кинопрокатных компаний, несмотря на участие в фестивалях и яркие отзывы критиков в ведущих изданиях. «Скандальный, чувственный и странно раскованный фильм, в котором высокая античность встречается с извечной подростковой фрустрацией», — характеризует проект главный редактор журнала «Сеанс» Василий Степанов. Алексей Васильев предположил, что это «шикарное кино треников и подворотен... для нынешних старшеклассников может стать фильмом поколения так же, как «Асса» стала таким фильмом для школьников перестройки.» В июне 2023 фильм был запрещен.

## Влияние пандемии коронавируса на деятельность
В 2020 закончен авторский фильм Андрея Карасова «Мятный пряник» о воспитанниках детского дома на Русском Севере. В проекте заняты звёзды отечественного кино — Инна Чурикова, Елена Яковлева, Алиса Гребенщикова, Юрий Назаров. Премьера была отложена в связи с пандемией коронавируса до возобновления кинофестивалей и открытия кинотеатров. Премьера фильма состоялась на XX фестивале «Дух огня» в Ханты-Мансийске только 26 февраля 2022.

## После перерыва
В 2023 году студия вернулась к работе. Фильмы «Я болею» (Норвегия, 2022) и «Омен» (Конго-Бельгия, 2023), участвовавшие в программах «Особый взгляд» 75-го и 76-го Каннских фестивалей, были впервые показаны в России: «Я болею» Кристоффера Боргли вошел в программу возрожденного в Вологде фестиваля Voices (Vologda Independent Cinema from European Screens), а «Омен» дебютанта Балоджи открыл Дни африканской культуры в Санкт-Петербурге в рамках второго саммита Россия — Африка.. «Омен» (совместное производство Демократической республики Конго и Бельгии) был позже выбран Бельгией для представления на премии Оскар за лучший международный фильм.
Также было объявлено о планах выпустить в прокат 23 ноября 2023 года фильм московского художника Валерия Переверзева с провокационным названием «Брат 3» (не имеющий отношения к дилогии Балабанова).